# .io
.io és el domini de primer nivell territorial (ccTLD) del Territori Britànic de l'Oceà Índic. S'hi permeten noms de domini internacionalitzats.
Google el considera a la pràctica com a domini genèric de primer nivell (gTLD) perquè els "usuaris i els webmasters el solen veure més genèric que no pas orientat a cap país".
Els dominis .io són populars amb empreses joves tecnològiques, aparentment a causa de la disponibilitat de noms curts i significatius.